# Белянка Фаустуса
Белянка Фаустуса (лат. Zegris fausti) — дневная бабочка рода Zegris из семейства белянки.

## Этимология названия
Данный вид был впервые описан Гуго Теодором Христофом в 1877 году. Видовой эпитет вероятно, был дан в честь литературного героя трагедии Альма фон Гёте «Фауст», либо же в честь Фаустуса, сына римского диктатора Суллы. В свою очередь, Фауст происходит от латинского «faustus» — «счастливый».

## Ареал
Бабочка обитает на юге Туркмении, в отрогах Копетдага и Бадхыза.

## Биология
В году дает одно поколение. Время лёта бабочек приходится на апрель — начало мая. Гусеница питается дикими травянистыми крестоцветными растениями.